# Prix de la British Society of Cinematographers pour la meilleure photographie dans un long métrage de cinéma
Le prix de la British Society of Cinematographers pour la meilleure photographie dans un long métrage de cinéma (British Society of Cinematographers Award for Best Cinematography in a Theatrical Feature Film) est un prix décerné chaque année par la British Society of Cinematographers (BSC).
Il est décerné pour la première fois en 1953, et depuis 1976, un ensemble de nominés est présenté, généralement composé de quatre ou cinq nominés.
Le directeur de la photographie britannique Roger Deakins détient le record du plus grand nombre de victoires dans la catégorie avec sept, suivi de Douglas Slocombe avec cinq, d'Oswald Morris et Freddie Francis avec quatre, et de Freddie Young et Geoffrey Unsworth avec trois.

## Gagnants et nominés

### Années 1950
| Année | Film                                            | Directeur(s) de la photographie |
| ----- | ----------------------------------------------- | ------------------------------- |
| 1953  | Moulin Rouge                                    | Oswald Morris                   |
| 1954  | Roméo et Juliette                               | Robert Krasker                  |
| 1956  | Guerre et Paix                                  | Jack Cardiff                    |
| 1956  | La Croisée des destins (Jonction de Bhowani)    | Freddie Young                   |
| 1956  | Invitation à la danse                           | Freddie Young                   |
| 1956  | Moby Dick                                       | Oswald Morris                   |
| 1956  | Ma vie commence en Malaisie (A Town Like Alice) | Geoffrey Unsworth               |
| 1958  | Le Pont de la rivière Kwaï                      | Jack Hildyard                   |
| 1959  | Opération Scotland Yard                         | Harry Waxman                    |

### Années 1960
| Année | Film                                                      | Directeur(s) de la photographie |
| ----- | --------------------------------------------------------- | ------------------------------- |
| 1960  | Amants et Fils                                            | Freddie Francis                 |
| 1961  | Le Cid                                                    | Robert Krasker                  |
| 1962  | Lawrence d'Arabie                                         | Freddie Young                   |
| 1963  | Bons Baisers de Russie                                    | Ted Moore                       |
| 1963  | The Servant                                               | Douglas Slocombe                |
| 1964  | Becket                                                    | Geoffrey Unsworth               |
| 1965  | Photographie de la 2e unité                               | Skeets Kelly                    |
| 1966  | Le Docteur Jivago                                         | Freddie Young                   |
| 1966  | L'Espion qui venait du froid                              | Oswald Morris                   |
| 1967  | La Mégère apprivoisée                                     | Oswald Morris                   |
| 1968  | Le Lion en hiver                                          | Douglas Slocombe                |
| 1969  | Ah Dieu ! que la guerre est jolie (Oh! What a Lovely War) | Gerry Turpin                    |

### Années 1970
| Année | Film                                                      | Lauréats          |
| ----- | --------------------------------------------------------- | ----------------- |
| 1970  | La Fille de Ryan (Ryan's Daughter)                        | Freddie Young     |
| 1971  | Un violon sur le toit (Fiddler on the Roof)               | Oswald Morris     |
| 1972  | Cabaret                                                   | Geoffrey Unsworth |
| 1973  | Jesus Christ Superstar                                    | Douglas Slocombe  |
| 1974  | Gatsby le Magnifique                                      | Douglas Slocombe  |
| 1975  | Barry Lyndon                                              | John Alcott       |
| 1976  | La Malédiction                                            | Gilbert Taylor    |
| 1976  | Le Tigre du ciel                                          | Gerry Fisher      |
| 1976  | Marathon Man                                              | Conrad Hall       |
| 1976  | Pique-nique à Hanging Rock                                | Russell Boyd      |
| 1977  | Un pont trop loin                                         | Geoffrey Unsworth |
| 1977  | Star Wars, épisode IV : Un nouvel espoir                  | Gilbert Taylor    |
| 1977  | Valentino                                                 | Peter Suschitzky  |
| 1978  | Julia                                                     | Douglas Slocombe  |
| 1978  | Les Duellistes                                            | Frank Tidy        |
| 1978  | La Grande Attaque du train d'or (The Great Train Robbery) | Geoffrey Unsworth |
| 1978  | Superman                                                  | Geoffrey Unsworth |
| 1979  | L'Étalon de guerre (Eagle's Wing)                         | Billy Williams    |
| 1979  | Alien                                                     | Derek Vanlint     |
| 1979  | Apocalypse Now                                            | Vittorio Storaro  |
| 1979  | Les Moissons du ciel (Days of Heaven)                     | Néstor Almendros  |

### Années 1980
| Année | Film                                                                                | Lauréats                              |
| ----- | ----------------------------------------------------------------------------------- | ------------------------------------- |
| 1980  | The Elephant Man                                                                    | Freddie Francis                       |
| 1980  | The Black Stallion                                                                  | Caleb Deschanel                       |
| 1980  | Flash Gordon                                                                        | Gil Taylor                            |
| 1981  | The French Lieutenant's Woman                                                       | Freddie Francis                       |
| 1981  | Atlantic City                                                                       | Richard Ciupka                        |
| 1981  | Chariots of Fire                                                                    | David Watkin                          |
| 1981  | Excalibur                                                                           | Alex Thomson                          |
| 1981  | Tess                                                                                | Geoffrey Unsworth et Ghislain Cloquet |
| 1982  | Gandhi                                                                              | Billy Williams et Ronnie Taylor       |
| 1982  | Blade Runner                                                                        | Jordan Cronenweth                     |
| 1982  | On Golden Pond                                                                      | Billy Williams                        |
| 1982  | Victor/Victoria                                                                     | Dick Bush                             |
| 1983  | Fanny and Alexander                                                                 | Sven Nykvist                          |
| 1983  | Eureka                                                                              | Alex Thomson                          |
| 1984  | The Killing Fields                                                                  | Chris Menges                          |
| 1984  | The Bostonians                                                                      | Walter Lassally                       |
| 1984  | The Bounty                                                                          | Arthur Ibbetson                       |
| 1984  | Greystoke, la légende de Tarzan (Greystoke: The Legend of Tarzan, Lord of the Apes) | John Alcott                           |
| 1984  | Indiana Jones et le Temple maudit                                                   | Douglas Slocombe                      |
| 1985  | Legend                                                                              | Alex Thomson                          |
| 1985  | Amadeus                                                                             | Miroslav Ondříček                     |
| 1985  | La Route des Indes (A Passage to India)                                             | Ernest Day                            |
| 1985  | Witness                                                                             | John Seale                            |
| 1986  | Out of Africa                                                                       | David Watkin                          |
| 1986  | La Couleur pourpre (The Color Purple)                                               | Allen Daviau                          |
| 1986  | Mission                                                                             | Chris Menges                          |
| 1986  | Chambre avec vue (A Room with a View)                                               | Tony Pierce-Roberts                   |
| 1987  | Hope and Glory                                                                      | Philippe Rousselot                    |
| 1987  | Jean de Florette                                                                    | Bruno Nuytten                         |
| 1988  | Le Dernier Empereur                                                                 | Vittorio Storaro                      |
| 1988  | Une poignée de cendre (A Handful of Dust)                                           | Peter Hannan                          |
| 1988  | L'Insoutenable Légèreté de l'être (The Unbearable Lightness of Being)               | Sven Nykvist                          |
| 1988  | Qui veut la peau de Roger Rabbit (Who Framed Roger Rabbit)                          | Dean Cundey                           |
| 1989  | Mississippi Burning                                                                 | Peter Biziou                          |
| 1989  | Les Liaisons dangereuses                                                            | Philippe Rousselot                    |
| 1989  | Le Cercle des poètes disparus                                                       | John Seale                            |
| 1989  | Shirley Valentine                                                                   | Alan Hume                             |

### Années 1990
| Année | Film                                                  | Lauréats            |
| ----- | ----------------------------------------------------- | ------------------- |
| 1990  | Glory                                                 | Freddie Francis     |
| 1990  | Dick Tracy                                            | Vittorio Storaro    |
| 1990  | Les Affranchis (Goodfellas)                           | Michael Ballhaus    |
| 1990  | Memphis Belle                                         | David Watkin        |
| 1991  | Cyrano de Bergerac                                    | Pierre Lhomme       |
| 1991  | Danse avec les loups                                  | Dean Semler         |
| 1991  | Terminator 2 : Le Jugement dernier                    | Adam Greenberg      |
| 1991  | Thelma et Louise                                      | Adrian Biddle       |
| 1992  | Retour à Howards End                                  | Tony Pierce-Roberts |
| 1992  | Chaplin                                               | Sven Nykvist        |
| 1992  | Le Dernier des Mohicans                               | Dante Spinotti      |
| 1992  | 1492 : Christophe Colomb (1492: Conquest of Paradise) | Adrian Biddle       |
| 1993  | La Liste de Schindler                                 | Janusz Kamiński     |
| 1993  | La Leçon de piano                                     | Stuart Dryburgh     |
| 1993  | Les Ombres du cœur                                    | Roger Pratt         |
| 1994  | Entretien avec un vampire                             | Philippe Rousselot  |
| 1994  | Quatre Mariages et un enterrement                     | Michael Coulter     |
| 1994  | Le Grand Saut                                         | Roger Deakins       |
| 1994  | Frankenstein                                          | Roger Pratt         |
| 1994  | Aux bons soins du docteur Kellogg                     | Peter Biziou        |
| 1995  | La Folie du roi George                                | Andrew Dunn         |
| 1995  | Apollo 13                                             | Dean Cundey         |
| 1995  | Richard III                                           | Peter Biziou        |
| 1995  | Raison et Sentiments                                  | Michael Coulter     |
| 1995  | Seven                                                 | Darius Khondji      |
| 1996  | Hamlet                                                | Alex Thomson        |
| 1996  | Le Patient anglais                                    | John Seale          |
| 1996  | Evita                                                 | Darius Khondji      |
| 1996  | Michael Collins                                       | Chris Menges        |
| 1997  | L.A. Confidential                                     | Dante Spinotti      |
| 1997  | Firelight : Le Lien secret                            | Nic Morris          |
| 1997  | L'Homme qui murmurait à l'oreille des chevaux         | Robert Richardson   |
| 1997  | Titanic                                               | Russell Carpenter   |
| 1997  | Les Ailes de la colombe                               | Eduardo Serra       |
| 1998  | Elizabeth                                             | Remi Adefarasin     |
| 1998  | Il faut sauver le soldat Ryan                         | Janusz Kamiński     |
| 1998  | Shakespeare in Love                                   | Richard Greatrex    |
| 1998  | The Truman Show                                       | Peter Biziou        |
| 1998  | La Ligne rouge                                        | John Toll           |
| 1999  | American Beauty                                       | Conrad L. Hall      |
| 1999  | La Fin d'une liaison                                  | Roger Pratt         |
| 1999  | Gladiator                                             | John Mathieson      |
| 1999  | Sleepy Hollow                                         | Emmanuel Lubezki    |
| 1999  | La neige tombait sur les cèdres                       | Robert Richardson   |

### Années 2000
| Année  | Film                                                                  | Lauréats                      |
| ------ | --------------------------------------------------------------------- | ----------------------------- |
| 2000   | O'Brother (O Brother, Where Art Thou?)                                | Roger Deakins                 |
| 2000   | Le Chocolat                                                           | Roger Pratt                   |
| 2000   | Tigre et Dragon                                                       | Peter Pau                     |
| 2000   | Stalingrad (Enemy at the Gates)                                       | Robert Fraisse                |
| 2000   | Traffic                                                               | Steven Soderbergh             |
| 2001   | The Barber                                                            | Roger Deakins                 |
| 2001   | Le Fabuleux Destin d'Amélie Poulain                                   | Bruno Delbonnel               |
| 2001   | Gosford Park                                                          | Andrew Dunn                   |
| 2001   | The Lord of the Rings: The Fellowship of the Ring                     | Andrew Lesnie                 |
| 2001   | Moulin Rouge!                                                         | Donald McAlpine               |
| 2002   | Road to Perdition                                                     | Conrad L. Hall                |
| 2002   | Chicago                                                               | Dion Beebe                    |
| 2002   | Dirty Pretty Things                                                   | Chris Menges                  |
| 2002   | The Lord of the Rings: The Two Towers                                 | Andrew Lesnie                 |
| 2002   | The Pianist                                                           | Paweł Edelman                 |
| 2003   | Master and Commander: The Far Side of the World                       | Russell Boyd                  |
| 2003   | Cold Mountain                                                         | John Seale                    |
| 2003   | La Jeune Fille à la perle (Girl with a Pearl Earring)                 | Eduardo Serra                 |
| 2003   | Le Seigneur des anneaux : Le Retour du roi                            | Andrew Lesnie                 |
| 2005 , | Le Fantôme de l'Opéra (The Phantom of the Opera)                      | John Mathieson                |
| 2005 , | Batman Begins                                                         | Wally Pfister                 |
| 2005 , | The Constant Gardener                                                 | César Charlone                |
| 2005 , | Harry Potter et la Coupe de feu (Harry Potter and the Goblet of Fire) | Roger Pratt                   |
| 2005 , | Madame Henderson présente (Mrs Henderson Presents)                    | Andrew Dunn                   |
| 2006   | Casino Royale                                                         | Phil Méheux                   |
| 2006   | Les Fils de l'homme (Children of Men)                                 | Emmanuel Lubezki              |
| 2006   | Mémoires d'une geisha (Memoirs of a Geisha)                           | Dion Beebe                    |
| 2006   | Le Labyrinthe de Pan (Pan's Labyrinth)                                | Guillermo Navarro             |
| 2006   | Le Prestige (The Prestige)                                            | Wally Pfister                 |
| 2006   | Volver                                                                | José Luis Alcaine             |
| 2007   | L'Assassinat de Jesse James par le lâche Robert Ford                  | Roger Deakins                 |
| 2007   | Reviens-moi (Atonement)                                               | Seamus McGarvey               |
| 2007   | Babel                                                                 | Rodrigo Prieto                |
| 2007   | Les Promesses de l'ombre                                              | Peter Suschitzky              |
| 2007   | Elizabeth : L'Âge d'or                                                | Remi Adefarasin               |
| 2007   | L'Illusionniste                                                       | Dick Pope                     |
| 2008   | No Country for Old Men                                                | Roger Deakins                 |
| 2008   | L'Échange (Changeling)                                                | Tom Stern                     |
| 2008   | Le Chevalier noir (The Dark Knight)                                   | Wally Pfister                 |
| 2008   | Le Scaphandre et le Papillon (The Diving Bell and the Butterfly)      | Janusz Kamiński               |
| 2008   | There Will Be Blood                                                   | Robert Elswit                 |
| 2009   | Démineurs (The Hurt Locker)                                           | Barry Ackroyd                 |
| 2009   | Une éducation                                                         | John de Borman                |
| 2009   | Avatar                                                                | Mauro Fiore                   |
| 2009   | L'Étrange Histoire de Benjamin Button                                 | Claudio Miranda               |
| 2009   | Harry Potter et le Prince de sang-mêlé                                | Bruno Delbonnel               |
| 2009   | The Reader                                                            | Roger Deakins et Chris Menges |
| 2009   | Slumdog Millionaire                                                   | Anthony Dod Mantle            |
| 2009   | Le Ruban blanc                                                        | Christian Berger              |

### Années 2010
| Années | Film                                            | Lauréats                         |
| ------ | ----------------------------------------------- | -------------------------------- |
| 2010   | True Grit                                       | Roger Deakins                    |
| 2010   | Black Swan                                      | Matthew Libatique                |
| 2010   | Inception                                       | Wally Pfister                    |
| 2011   | The Artist                                      | Guillaume Schiffman              |
| 2011   | Hugo Cabret                                     | Robert Richardson                |
| 2011   | Minuit à Paris                                  | Darius Khondji                   |
| 2011   | The Tree of Life                                | Emmanuel Lubezki                 |
| 2012   | Anna Karénine                                   | Seamus McGarvey                  |
| 2012   | De grandes espérances                           | John Mathieson                   |
| 2012   | Les Misérables                                  | Danny Cohen                      |
| 2012   | Skyfall                                         | Roger Deakins                    |
| 2013   | Nebraska                                        | Phedon Papamichael               |
| 2013   | Twelve Years a Slave                            | Sean Bobbitt                     |
| 2013   | Capitaine Phillips                              | Barry Ackroyd                    |
| 2013   | Gravity                                         | Emmanuel Lubezki                 |
| 2014 , | Mr. Turner                                      | Dick Pope                        |
| 2014 , | Birdman                                         | Emmanuel Lubezki                 |
| 2014 , | Ex Machina                                      | Rob Hardy                        |
| 2014 , | The Grand Budapest Hotel                        | Robert Yeoman                    |
| 2014 , | Ida                                             | Łukasz Żal et Ryszard Lenczewski |
| 2015   | Carol                                           | Edward Lachman                   |
| 2015   | Le Pont des espions                             | Janusz Kamiński                  |
| 2015   | Mad Max: Fury Road                              | John Seale                       |
| 2015   | The Revenant                                    | Emmanuel Lubezki                 |
| 2015   | Sicario                                         | Roger Deakins                    |
| 2016   | Nocturnal Animals                               | Seamus McGarvey                  |
| 2016   | Premier Contact                                 | Bradford Young                   |
| 2016   | La La Land                                      | Linus Sandgren                   |
| 2016   | Lion                                            | Greig Fraser                     |
| 2016   | Moonlight                                       | James Laxton                     |
| 2017 , | Blade Runner 2049                               | Roger Deakins                    |
| 2017 , | Les Heures sombres                              | Bruno Delbonnel                  |
| 2017 , | La Forme de l'eau                               | Dan Laustsen                     |
| 2017 , | Three Billboards : Les Panneaux de la vengeance | Ben Davis                        |
| 2018   | Roma                                            | Alfonso Cuarón                   |
| 2018   | Sale temps à l'hôtel El Royale                  | Seamus McGarvey                  |
| 2018   | Cold War                                        | Łukasz Żal                       |
| 2018   | La Favorite                                     | Robbie Ryan                      |
| 2018   | First Man : Le Premier Homme sur la Lune        | Linus Sandgren                   |
| 2019 , | 1917                                            | Roger Deakins                    |
| 2019 , | The Irishman                                    | Rodrigo Prieto                   |
| 2019 , | Joker                                           | Lawrence Sher                    |
| 2019 , | The Lighthouse                                  | Jarin Blaschke                   |
| 2019 , | Once Upon a Time… in Hollywood                  | Robert Richardson                |

### Années 2020
| Année                 | Film                            | Lauréats              |
| --------------------- | ------------------------------- | --------------------- |
| 2020                  | Mank                            | Erik Messerschmidt    |
| 2020                  | Judas and the Black Messiah     | Sean Bobbitt          |
| 2020                  | Désigné coupable                | Alwin H. Küchler      |
| 2020                  | La Mission                      | Dariusz Wolski        |
| 2020                  | Nomadland                       | Joshua James Richards |
| 2021                  | The Power of the Dog            | Ari Wegner            |
| 2021                  | Cyrano                          | Seamus McGarvey       |
| 2021                  | Dune                            | Greig Fraser          |
| 2021                  | Macbeth                         | Bruno Delbonnel       |
| 2021                  | West Side Story                 | Janusz Kamiński       |
| 2022 ,                | À l'ouest, rien de nouveau      | James Friend          |
| 2022 ,                | Les Banshees d'Inisherin        | Ben Davis             |
| 2022 ,                | The Batman                      | Greig Fraser          |
| 2022 ,                | Elvis                           | Mandy Walker          |
| 2022 ,                | Tár                             | Florian Hoffmeister   |
| 2023                  | Pauvres Créatures (Poor Things) | Robbie Ryan           |
| 2023                  | Killers of the Flower Moon      | Rodrigo Prieto        |
| 2023                  | Maestro                         | Matthew Libatique     |
| 2023                  | Oppenheimer                     | Hoyte van Hoytema     |
| 2023                  | Saltburn                        | Linus Sandgren        |
| 2024                  |                                 |                       |
| The Brutalist         | Lol Crawley                     |                       |
| Conclave              | Stéphane Fontaine               |                       |
| Dune, deuxième partie | Greig Fraser                    |                       |
| Emilia Pérez          | Paul Guilhaume                  |                       |
| Nosferatu             | Jarin Blaschke                  |                       |